# Can Junquera
Can Junquera és una casa d'Amer (Selva) inclosa a l'Inventari del Patrimoni Arquitectònic de Catalunya.

## Descripció
Edifici entre mitgeres de tres plantes i terrassa amb torreta quadrangular. La façana, arrebossada i pintada, consta de tres crugies. La casa destaca per la seva cuidada decoració exterior i interior, com ara els esgrafiats, els guardapols o l'encoixinat d'imitació de blocs de pedra.
La planta baixa té un gran sòcol de placat de pedra calcària d'un metre d'alçada, una finestra amb reixa de ferro i dos portals emmarcats de pedra i llindes monolítiqueses amb forma de pentàgon irregular. El portal d'entrada principal, d'aspecte senyorial i burgés, té al centre de la llinda un baix relleu amb les lletres N, J i R superposades, relatives al nom del cap de casa dels Junquera quan es feu la casa.
Entre els diferents pisos hi ha línies de separació basades en diverses motllures de cornisa i en esgrafiats, de diferent decoració a cada pis, entre les llindes i les bases dels balcons o la cornisa, amb formes vegetals i geomètriques de fons vermell. Els límits amb les cases veïnes també estan marcats amb franges verticals d'arrebossat amb imitació de blocs de pedra.
El primer pis té un balcó corregut amb tres finestres. El balcó està decorat amb una barana de ferro colat i amb 6 mènsules de motllo i ciment que sostenen les cinc bases monolítiques del balcó. Les finestres, emmarcades amb motllura de ciment, són altes i tenen uns guardapols de motllo de ciment amb decoració d'arrel barroca. Hi ha timpans, mènsules, volutes, cràteres i esgrafiats amb franges verticals de color vermell i groc. La finestra central conté, al lloc del fris d'esgrafiats, la inscripció pintada: ANY 1895
el segon pis, després de la cornisa i els esgrafiats decoratius, consta de tres balcons individuals, també amb barana i decoració de ferro colat similar al balcó corregut del primer pis.
Després d'una altra franja desgrafiats de decoració vegetal comença la cornisa, amb 12 mènsules i emergent uns 40 cm. Sobre la cornisa hi ha una barana motllurada amb quatre acroteris de decoració de palmes vegetals.
A la part superior del terrat s'alça una torre quadrangular de rajola i ciment, pintada de blanc i amb motllures a la cornisa superior.

## Història
Casa d'origen medieval i modern reformada amplament a finals del segle xix. Pel que fa a l'estructura general i el fet de dotar-se d'una torreta superior, cal relacionar-la amb Can Colomer, no gaire allunyada d'aquesta (vegeu fitxa Can Colomer - Casa Porcioles-, Amer).
Aquest fou habitatge de la família Junquera i de l'alcalde d'època franquista Narcís Junquera. Aquesta família prové de la casa de pagès d'origen medieval del mas de la Junquera, al nord del terme d'Amer, camí de les Planes d'Hostoles.